# Дубровка (Берёзковский сельсовет)
Дубровка — деревня в Докшицком районе Витебской области Беларуси. Входит в состав Берёзковского сельсовета.

## География
Находится в юго-восточной части Докшицкого района:2

## История
Да 20 мая 1960 года входила в состав Витуничского сельсовета.

## Население
| Год  | Численность | Численность |
| ---- | ----------- | ----------- |
| 1999 | 16          |             |
| 2009 | 3           |             |
| 2019 | 3           |             |

## Инфраструктура
Личное подсобное хозяйство с зоной сельскохозяйственного использования, индивидуальная застройка усадебного типа.
Основа экономики — сельское хозяйство.
Ближайшее отделение почтовой связи,  фельдшерско – акушерский пункт, сельская библиотека находятся в  Витуничах:3

## Транспорт
С северной окраине проходит автодорога Н-2601